# オランダ島

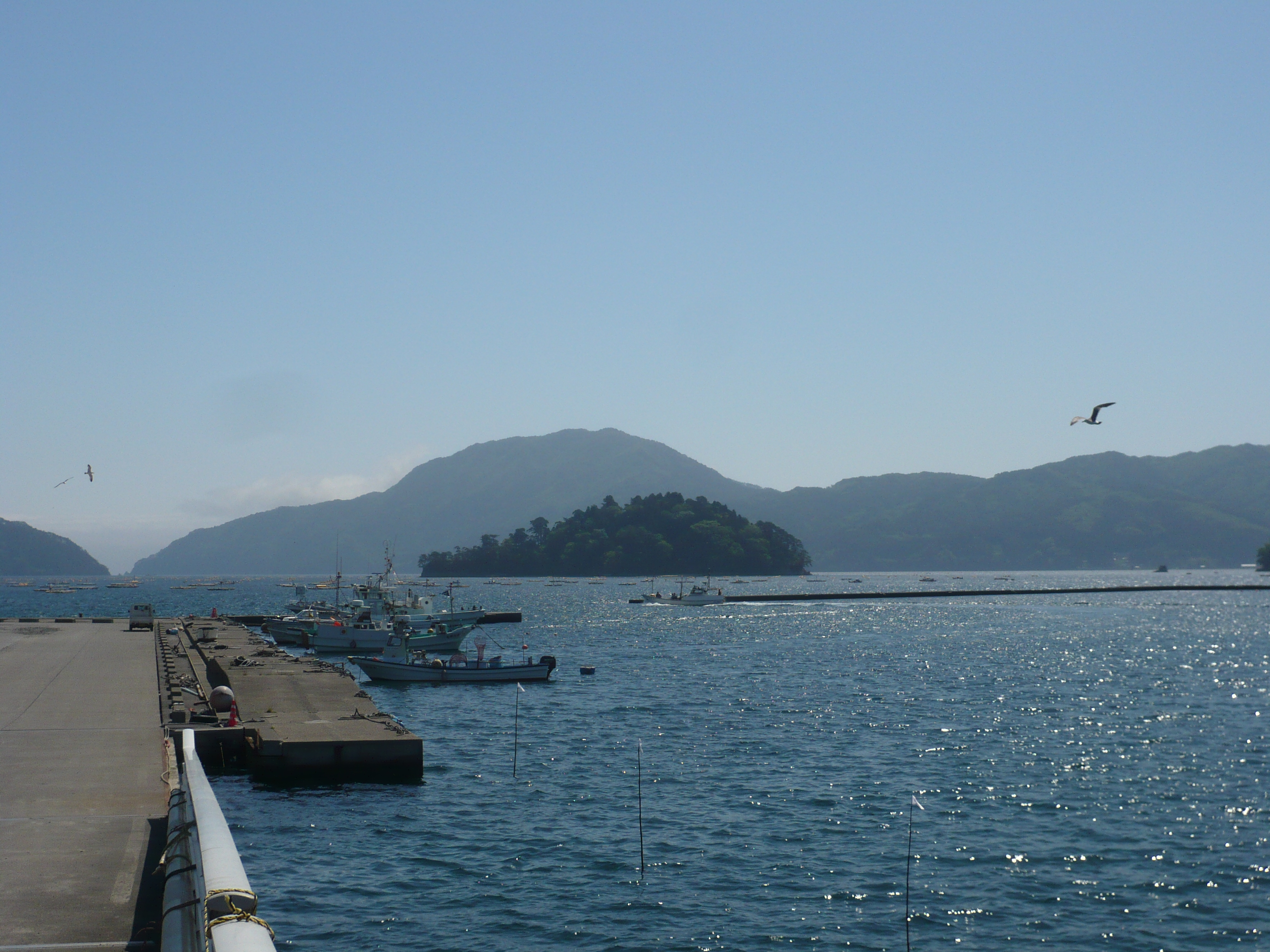
山田湾内、小島（2013年（平成25年）6月1日）

オランダ島（オランダじま）は、岩手県下閉伊郡山田町の山田湾にある無人島。正式名称は大島（おおしま）。

## 概要
山田町の沖合に浮かび、行政上は山田町境田町に属する。三陸復興国立公園の自然保護地域に含まれ、南に隣接して小島がある。江戸時代の1643年に、オランダ船「ブレスケンス号」が同町に漂着したことから、1964年に「オランダ島」の名前がつけられた。なお、山田町はこの出来事を縁として、2000年にオランダ・ザイスト市と姉妹都市協定を結んでいる。
オランダ島は海水浴場として設定されており（オランダ島海水浴場）、「東北唯一の無人島の海水浴場」である。夏の海水浴シーズンには、山田町とオランダ島を結ぶ連絡船（岩手県北自動車（岩手県北バス）が運営）が運航されている。2011年の東日本大震災では、遊歩道・桟橋の損壊や砂浜が地盤沈下を起こしたことで、海水浴場は一時閉鎖された。その後、2020年8月から海水浴場を再開（同年はコロナ禍の影響で、町民限定）。翌2021年からは町民以外の一般客も受け入れるようになった。
なお、山田町にはもうひとつ、船越半島の南側に「大島」という名の島（山田町船越、0.09km2）がある。こちらはタブノキが植生していることから「タブの大島」と呼ばれる。